# Mary L. Trump
Mary Lea Trump (maio de 1965) é uma psicóloga, empresária e autora norte-americana. Ela é sobrinha de Donald Trump (presidente dos Estados Unidos) e escreveu um livro sobre ele a família intitulado Too Much and Never Enough (2020).

## Anos iniciais e educação
Mary Trump nasceu em maio de 1965 filha de Fred Trump Jr. e Linda Lee Clapp, uma comissária de bordo. Sela tem um irmão, Frederick Trump III. Seu pai morreu de um ataque cardíaco decorrente de alcoolismo quando Mary tinha 16 anos.
Trump se formou na escola Ethel Walker em 1983. Seus estudos na graduação foram Literatura Inglesa na Universidade Tufts. Ela conquistou o título de mestre de Literatura Inglesa na Universidade Columbia, estudando os trabalhos de William Faulkner e sua família fictícia disfuncional Compson. Completou seu doutorado em Psicologia Clínica da Universidade Adelphi em 2010.

## Carreira e pesquisa
Trump foi contribuidora do livro Diagnosis: Schizophrenia publicado pela editora da Universidade Columbia em 2002. Ela ensinou em disciplinas no ensino superior de psicologia do desenvolvimento, trauma e psicopatologia. Ela é a fundadora e chefe executiva da The Trump Coaching Group, uma empresa de life coaching e também foi proprietária e operou pequenos negócios na região Nordeste dos Estados Unidos.

### Conflitos com a família Trump
Ver também: Família Trump
Quando Fred Trump Sr. morreu em 1999 da doença de Alzheimer, Mary e seu irmão Fred III contestaram o testamento de seu avô. O testamento de Fred. Sr. deixou a maior parte de suas propriedades, em partes iguais, para seus filhos. Seus netos receberam cada 200 mil dólares. Quando o pai de Mary morreu antes, os advogados de Fred Sr. recomendaram que corrigisse seu testamento, deixando Mary e seu irmão, Fred III, com partes maiores do que os netos com pais vivos. Eles anteciparam que, se o testamento de Fred Sr. não fosse alterado, seria contestado por seus descendentes, que argumentariam que sua intenção seria que cada filho deixaria eventualmente uma porção de suas participações nas propriedades para seus próprios descendentes.
Logo após a morte de Fred. Sr., a cunhada de Mary deu à luz a uma criança com uma condição médica debilitante e rara, que exigiria uma vida inteira de cuidados médicos bastante caros. Fred. Sr. havia estabelecido uma fundação que pagava as despesas médicas de sua família. Mary e Fred III foram advertidos que a fundação médica não iria mais pagar por essas despesas. A solução final da disputa sobre a partilha dos bens de Fred Sr. não concedeu a eles a parcela que o pai herdaria, se ele estivesse vivo quando Fred Sr. morreu, mas ela restaurou a cobertura das despesas médicas da família.
O Prêmio Pulitzer de 2019 em Relatórios Investigativos foi concedido a David Barstow, Susanne Craig e Russ Buettner, do The New York Times, por "uma investigação exaustiva de 18 meses das finanças de Donald Trump que desmascarou suas afirmações de uma riqueza construída por si mesmo do nada e revelou um império de negócios repletos de evasões fiscais". Mary teria sido uma fonte importante de informações para esse estudo, tendo tomado posse dos documentos fiscais de Donald durante o processo de descoberta na disputa pela propriedade de seu avô.
Depois do anúncio do livro Too Much and Never Enough de Mary em junho de 2020, seu tio Robert. S. Trump tentou barrar seu lançamento, alegando que ela assinou um acordo de não divulgação durante o processo de 1999. A apresentação de uma ordem de restrição temporária contra Mary foi indeferida por um tribunal de Nova York por falta de jurisdição, e o livro está programado para ser publicado em 14 de julho de 2020.

## Vida pessoal
Mary L. Trump mora na cidade de Nova Iorque com sua filha. Ela apoiou Hillary Clinton durante as eleições presidenciais norte-americanas de 2016.